# Полицистична болест бубрега
Полицистична болест бубрега (акроним ПББ) је генетски поремећај код којег се у бубрезима развијају и расту цисте. Овај наследни моногенски поремећај може да утиче и на друге органе, укључујући јетру, панкреас, мозак и крвне судове. Због цистама увећаних бубрега, онемогућена је њихова одговарајућа функција што резултује отказом функција бубрега, а самим тим и потребом за надокнаду бубрежне функције: дијализом или трансплантацијом бубрега.
Рана дијагноза асимптоматских особа са полицистичном болести бубрега пружа могућност максималне превентивне неге као што је: строга контрола крвног притиска, праћење ванбубрежних (екстрареналних) манифестацијама (нпр конгенитална фиброза јетре, кардиоваскуларних болести), избегавање потенцијалних прехрамбених и животих фактора који утичу на прогресију болести и могућност прилагођавања терапије у складу са стадијума болести. Све интервенције код полицистичне болести бубрега одлажу дијализу или трансплантацију бубрега и тиме побољшавају квалитет живота болесника.

## Историја
Париски хирург Феликс Лејарс (1863—1932) први је употребио израз полицистични бубрези у својој дисертацији из 1888. године.
Канадски лекар Виллијем Ослер неколико деценија касније детаљније је описао болест (1915).
До средине 20. века објављено је само неколико публикација које су се бавиле овом болешћу.
Далгард је био први истраживач који је препознао да се полицистичних болест бубрега наслеђује аутосомно доминантно, и то је приказао у својој дисертацији 1957. године. Потом су Ридер и сарадници 1985. године открили ген локус ПББ1 на хуманом хромозому 16.

## Епидемиологија
Крајњи стадијум болести најчешће наступа у периоду од четврте до шесте деценије живота. Полицистична болест бубрега јавља се у целом свету и погађа једну од 400 до 1.000 особа.
Код око 50% пацијената, болест у последњој фази захтева дијализу или трансплантацију бубрега.

## Патогенеза
Настанак и развој цистичних бубрега заснива се на цистичкој дегенерацији тубула (мокраћних канала) у бубрезима. У случају аутозомно доминантног наслеђене ПББ, долази до све већег увећања бубрега током деценија. То може довести до функционалног ограничења до потпуног губитка функције бубрега.
Оба бубрега су подједнако погођена, а у сваком органу може се формирати неколико стотина циста, које изгледају дебеле и еластичне. Маса и запремина бубрега могу се значајно повећати као резултат стварања цисти. Док здрав бубрег има просечну масу од 160 г, полицистични бубрези могу тежити до 8 kg и мерити до 40×25×20 cm (или до 20 литара) запремине (здрав бубрег мери: 12×6×3 cm 3 = 0,216 литара). И поред значајно повећане потребе измењених органа за простором, функционални поремећаји од стране суседних органа се јављају релативно ретко.
Цисте се налазе и на медули бубрега (лат. Medulla renis) и на кортексу бубрега (лат. Cortex renalis ). У принципу, било које подручје нефрона може формирати цисту. Међутим, посебно су погођени гломерули и Хенлеова петља. Цисте су испуњене оним што је познато као цевасти урин. Пречник једне цисте може значајно да варира од неколико милиметара до преко 100 мм. Велике цисте могу садржати неколико стотина милилитара тубуларног урина. Унутрашњост цисте се састоји од једнослојног сквамозног или једнослојног изопизматичног (кубног) епитела. Како болест напредује, може се повећати и број и величина присутних циста.

## Етиологија
Полицистичне промене на бубрезима су клиничка слика која се јавља код низа болести. Могу настати спорадично као одступање од нормалног развоја бубрега или се могу стећи у одраслом животу ( стечени цистични бубрези ). Много чешћи узрок (етиологија) ове болести су наследни дефекти одређених гена ( наследни цистични бубрези ).
Аутозомно доминантна болест полицистичних бубрега ( АДПББ ) чини далеко највећи удео. Ова болест је најчешћи наследни узрок хроничне бубрежне инсуфицијенције: од ње болује око 7% свих пацијената на дијализи.
Разне друге – много ређе – наследне болести такође изазивају полицистичне бубреге. Могу се јавити и стечени цистични бубрези, посебно код пацијената на дијализи. Пошто је велика већина цистичних бубрега узрокована АДПББ, термин „полицистични бубрег“ се често користи као синоним за АДПББ.

### Облици

#### Аутозомна доминантна полицистична болест бубрега
Аутозомно доминантна (адултна) полицистична болест бубрега (скраћено АДПББ) је доминантно наследна аномалија која се карактерише цистичном дилатацијом (ширењем) свих делова нефрона. Осим у бубрезима, систе се могу појавити и у јетри, гуштерачи и другим органима.
Аутозомно доминантна (адултна) полицистична болест бубрега је учесталијији обик полицистичне болесте бубрега, али се клиничка слика најчешће не развијаја све до 30 или 40 године живота пацијента. Зато се некад АДПББ назива и адултни облик ПББ.
Изазвана је мутацијом ПББ1 и ПББ2 гена који кодирају полицистин-1 (PC-1) или полицистин-2 (PC-2).

#### Аутозомна рецесивна полицистична болест бубрега
Аутозомна рецесивна (инфантилна) полицистична болест бубрега (скраћено ) је рецесивно наследни поремећај који карактерише цистична дилатација сабирних каналића бубрега и конгенитална фиброза јетре. Познат је и под застарелим називом инфантилни облик ПББ-а.
Аутозомна рецесивна (инфантилна) полицистична болест бубрега је знатно ређи облик који погађа децу. Она изазива мутација у PKHD1, гену који кодира комплекс протеина фиброцистин/полидуктин (FPC). Мада је главна клиничка манифестација билатерални развој циста, ова мутација, у комбинацији са другим мутацијама, може бити узрок веће тежине болести и широких фенотипских варијација.

## Дијагноза
Дијагноза се обично поставља помоћу сонографије („ултразвука“) или других метода снимања, као што је магнетна резонанца.
Уз савремену опрему, ултразвук се може користити за дијагностиковање циста до величине од 5 мм. Стопа раног откривања код 20-годишњих пацијената је око 90%. Иако компјутерска томографија нуди већу резолуцију уз бољи квалитет слике, она се не користи за скрининг пацијената, углавном због изложености зрачењу, већ само за посебна дијагностичка питања.
Биопсија, у којој се уклања мала количина ткива бубрега и јетре, користи се у детињству да се направи разлика између АРПББ и АДПББ ( рани почетак ). То значи да се морфолошке промене у базалној мембрани могу открити у врло раној фази. АРПББ се дијагностикује одређивањем конгениталне фиброзе јетре.
Поред патоанатомског описа бубрега и јетре, важну улогу има и породична анамнеза (анамнеза). Генетски засновани термини аутозомно доминантни и аутозомно рецесивни се стога углавном користе за наследне случајеве бубрежних циста.
Идентификовањем потенцијално захваћених гена могућа је неинвазивна молекуларна генетичка дијагностика. У многим случајевима ова процедура може заменити инвазивну биопсијску дијагностику и омогућити етиолошку класификацију. Ова класификација заузврат отвара путеве за различите терапијске опције за лечење болести. Осетљивост за прави позитиван резултат је око 95%.
Корелација између генотипа и фенотипа је могућа само у ограниченој мери. Анализа мутације ПКД1 гена је тешка због његове величине (46 кодирајућих егзона и 14,2 кб транскрипта). Поред тога, у захваћеном хромозому 16 на генском локусу п13.1, прва 33 егзона ПКД1 у три хомологне копије (ХГ-А ˜21 кб, ХГ-Б ˜17 кб и ХГ-Ц ˜8,5 кб; ХГ = хомологно ген) су присутни. Ово чини специфично амплификацију коришћењем ланчане реакције полимеразе (ПЦР) знатно тежим.
Посебан проблем представља молекуларна генетичка дијагностика. Рана дијагноза генетске предиспозиције пацијената омогућава превентивне мере и рану супортивну терапију с једне стране. С друге стране, рођаци и пацијенти могу се већ суочити са вероватноћом да избије болест која је опасна по живот за неколико деценија када је особа још увек дете. Стога се ризици и користи морају пажљиво одмерити пре постављања дијагнозе.
Код пацијената са породичном анамнезом (предиспозиција), дијагноза се може поставити сонографским путем од 20. године живота ако се могу открити најмање две бубрежне цисте по бубрегу. Насупрот томе, одсутне цисте искључују болест код особа старијих од 30 година.

## Диференцијална дијагноза
Упоредна генетика, клиничка и радиолошка слика карактеристична за ADPKD и ARPKD.
| Стање                                            | Слика | Генетика                                     | Клиничка и патолошка слика | Радиолошка слика |
| ------------------------------------------------ | ----- | -------------------------------------------- | --- | --- |
| Аутозомна рецесивна полицистична болест бубрега  |       |PKHD1 (6p12): фиброцистин / полидуктин             | Бубрези - олигурија, - дилатација сабирних каналића Плућа - хипоплазија Јетра - ПХ због ЦХФ, - дилатација жучних водова                                 | - Ехогени бубрези са цистама тубула, већином у медули бубрега. - Перипортални едем и фиброза јетре, дилатација интра и екстрахепатичних жучних водова |
| Аутозомна доминантна полицистична болест бубрега |       | (16p13,3): полицистин-1 (4q22): полицистин-2 | Бубрези - кортикалне и медуларне цисте Јетра - цисте јетре Остали органи - цисте осталих органа (нпр панкреаса), - васкуларне абнормалности (анеуризме) | - У почетку бубрези нормалне величине с неколико округлих цисти. - Цисте јетре и осталих трбушних органа код одраслих                                 |

## Терапија
Тренутно постоји само један одобрен лек за лечење полицистичне болести бубрега ( толваптан). Око 50% свих пацијената са акутним обликом ПББ - који чине већину пацијената са полицистичном болешћу бубрега - биће потребна терапија замене бубрега током свог живота. Лечење је могуће само трансплантацијом бубрега .

### Симптоматска терапија
Регулација артеријског крвног притиска, обично уз помоћ АЦЕ инхибитора, је од посебног значаја као помоћна мера код полицистичних бубрега. Поред тога, постоји низ препорука за пацијенте са цистичним бубрезима, које не омогућавају излечење, али успоравају прогресију болести што је повољнија за пацијента.
Пошто се сумња да кофеин убрзава раст циста,  пацијенти треба да избегавају пића која садрже кофеин ако је могуће.  
Дијета са мало соли помаже у снижавању крвног притиска, што је повезано са поремећеним излучивањем јона натријума.  
Нестероидне антиинфламаторне лекове , мешане аналгетике , одређене антибиотике и друге лекове токсичне за бубреге треба у великој мери избегавати. 
Инфекције циста, с друге стране, лече се што је раније могуће антибиотицима који продиру у жуч . 

### Терапија замене бубрега
Само терапија замене бубрега, односно дијализа или трансплантација бубрега, обезбеђује опстанак пацијента у случајевима завршног стадијума бубрежне инсуфицијенције. У већини случајева дијализа има облик хемодијализе, пошто је трбушна шупљина веома скучена због превеликих бубрега - а често и јетре - и перитонеална дијализа стога није могућа.
Ако је могуће, трансплантација бубрега је пожељнија од дијализе. Омогућава пацијентима да поврате своје физичке перформансе, квалитет живота и социјалну интеграцију. Такође значајно продужава очекивани животни век у поређењу са дијализом. Дуга времена чекања на бубреге донора су проблематична због малог броја доступних донорских бубрега.
У поређењу са претходном праксом, полицистични бубрези се уклањају пре трансплантације само у изузетним случајевима, на пример када запремина бубрега достигне критичну величину.

### Будући терапијски приступи
Лечење пацијената са цистичним бубрезима само у Сједињеним Америчким  Државама кошта преко милијарду долара годишње.  Ова сума у суштини произилази из трошкова терапије замене бубрега неопходне за завршну бубрежну инсуфицијенцију.
Пролиферација и повећање величине циста са танким зидовима, испуњених течношћу, зависе од два процеса: пролиферације ћелија епитела цисте и излучивања течности у цисте. Оба процеса зависе од цикличног аденозин монофосфат (цАМП). Циклични аденозин монофосфат стимулише пут Рас/МАП киназе, што доводи до абнормалног раста ћелија. Поред тога, цАМП активира ЦФТР хлоридни канал и тако подстиче излучивање течности у цисте.  Терапијски приступи који се тренутно тестирају циљају оба процеса зависна од цАМП како би се успорило формирање и раст циста.
Такође се истражује могуће учешће Ц-Мет протеина и повезана терапија инхибиторима Ц-Мет, која је дала обећавајуће резултате у експериментима на животињама са мишевима . 

## Прогноза
Полицистична болест бубрега је тешко здравствено стање које може погодити особе било којег животног узраста.
Битно нарушава квалитет живота јер је потребна стална контрола стања, посебно хипертензије са циљем што дужег одгања задњег—терминалног стадијума хроничног бубрежног застоја.
Више од половине пацијената са pолицистичнom болестi бубрега подвргава се поступку дијализе, односно трансплантације бубрега.

## Превенција
Пренатална дијагностика, као део генетског информисања, пружа могућност ране пренаталне дијагнозе болести и омогућава објективно генетско саветовање родитеља. Ово саветовање траба да омогући родитељима да након добијених исцрпних информација, донесу одговорну одлуку о даљој судбини плода, у складу са њиховим етичким, верским и другим ставовима и интересима детета.